# Мори (народ)
Мори — народ, проживающий в Индонезии на острове Сулавеси на территории провинции Центральный Сулавеси. Этот народ расселен в области высоких, покрытых лесом, горных хребтов и глубоких долин. Численность их населения вместе с родственными им народами лалаки и бунгку вместе составляет 240 тыс. человек по информации на 2010 год. Также этому племени родственны и бутонцы и муна. Народ мори включает в себя несколько субэтнических групп: в окрестностях реки Ла живут молио'а , молонг куни и улу увой; к югу от реки Ла — бату и моики; вокруг озера Матана — матано, тамбе'е, паду и карунси'е (объединяются обычно общим названием — молили). Язык — мори или аикоа, западно-австронезийской группы австронезийской семьи. Мори — автохтонное население, испытали влияние соседних бугисов. Народ мори исповедует христианство (протестантство) (Кузнецов, 1999: С. 356).

## Занятия

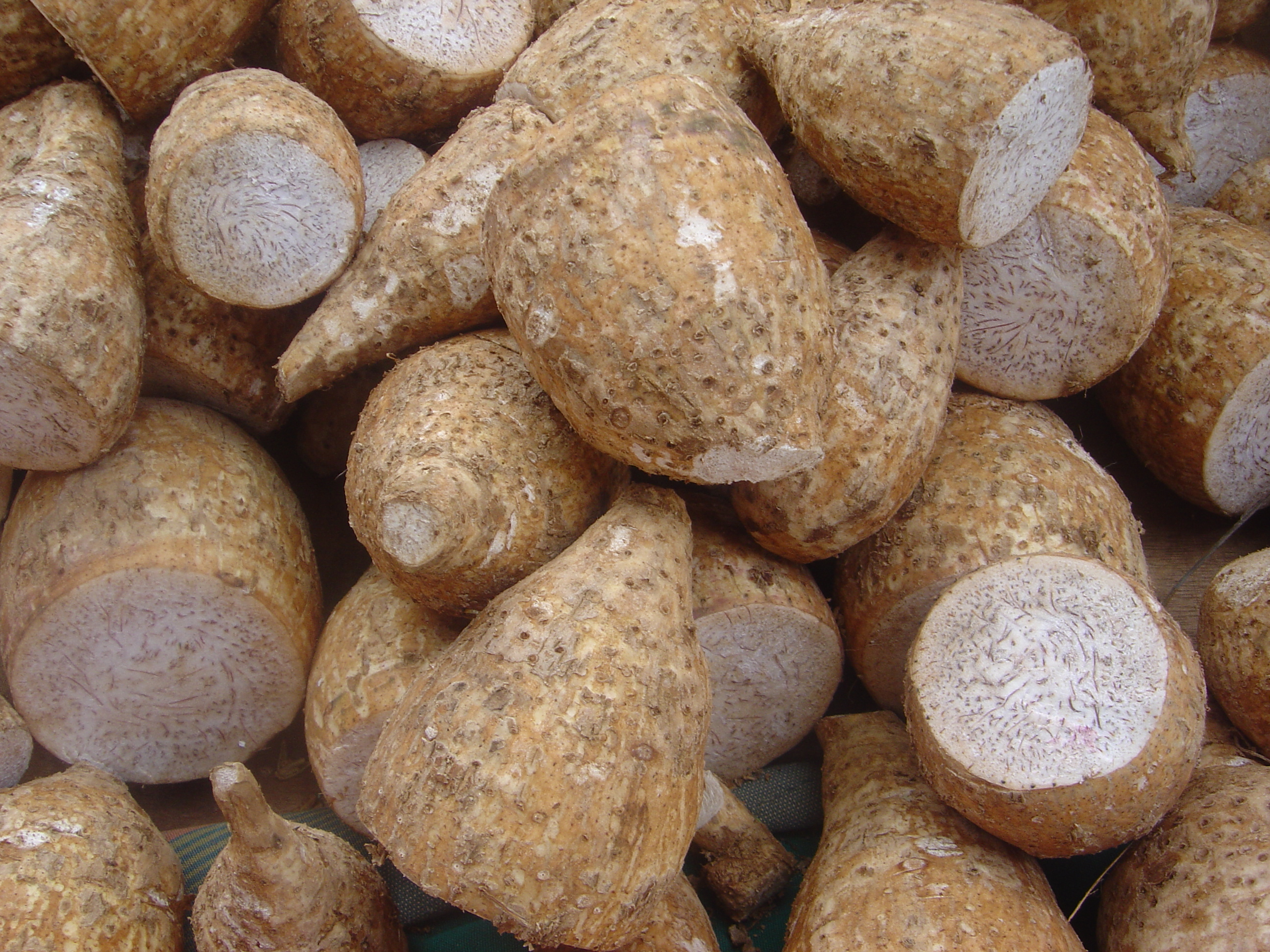
Клубни таро

Традиционное занятие населения народа мори - выращивание суходольного риса, а также кукурузы, таро и табака. Однако, в последнее время все большее и большее значение приобретает культивирование заливного риса и производство кофе, преимущественно на продажу. Мори так же являются искусными ремесленниками — гончарные, бронзовые и изделия из железа, однако в последнее время эти ремесла все менее и менее востребованы, из-за легко-доступности покупных изделий из того же материала. Сохранилось умение строить лодки с двойным аутригер (Брук, 1986: С. 486).

## Социальная организация и образ жизни
Традиционная социальная организация мори во многом схожа с организацией восточных тораджа, правящий класс — бугисского происхождения. Верховным правителем является дату ри тана, народ мори обожествлял его, а локальные родственные группы возглавлялись выборными старейшинами, среди свободных существовало имущественное неравенство, потомки рабов были неполноправными членами общества. У народа мори в среднем маленькие семьи, а многожёнство распространено только среди правящего класса. За невесту платится выкуп. Кузенный брак заключается только между представителями правящего класса. Брак как матрилокальный, так и неолокальный. Имущество наследуется поровну всеми детьми. Допускаются разводы. Поселения линейного плана, вытянуты с востока на запад, со святилищем в центре. Дома свайные, прямоугольные в плане, из дерева и бамбука. Мужская одежда — европейского типа, женская — саронг, хотя он бывает как мужской, так и женский. Саронг является национальной одеждой, в то время, как одежда европейского типа все чаще и чаще вытесняет национальную из обихода народа мори. Основная пища — рис (Кузнецов, 1999: С. 357).

## Культура
Сохраняются пережитки традиционных культов — почитание духов предков, вера в богиню риса, бога судьбы и смерти, бога воды и птиц-предсказателей, добрых и злых духов. Умерших заворачивали в саван и оставляли на помосте в течение трёх—пяти лет, знатных хоронили в могилах. Существовал обычай вторичного захоронения в пещерах. По случаю смерти старейшины устраивалась охота за головами. Обращены в христианство в 1930-х годах (Губер, 1999: С. 548).